# Russula campestris
Russula campestris är en svampart som först beskrevs av Henri Romagnesi, och fick sitt nu gällande namn av Henri Romagnesi 1967. Russula campestris ingår i släktet kremlor och familjen kremlor och riskor.   Inga underarter finns listade i Catalogue of Life.